# Mayhem (음반)
《Mayhem》은 미국의 가수 레이디 가가의 정규 앨범으로, 2025년 3월 7일 스트림라인 레코드와 인터스코프 레코드를 통해 발매되었다. 앨범 제작 과정에서 가가는 앤드류 와트, 서쿳, 게사펠슈타인 등의 프로듀서들과 협업하였으며, 그 결과 "혼란스럽게 뒤섞인 장르의 흐름"을 특징으로 하는 앨범이 탄생했다. 주로 신스팝을 기반으로, 인더스트리얼 댄스, 일렉트로, 디스코, 펑크, 인더스트리얼 팝, 록, 팝 록의 요소들이 혼합되어 있다. 주제적으로는 사랑, 혼돈, 명성, 정체성, 욕망을 탐구하며, 변신, 이중성, 과잉이라는 은유를 활용하고 있다. 이 앨범은 캘리포니아 말리부에 위치한 릭 루빈의 스튜디오 샹그릴라에서 녹음되었다.
《Mayhem》은 두 개의 싱글 발매에 앞서 선공개되었다. 리드 싱글 〈Disease〉는 2024년 10월 25일에 발매되었으며, 두 번째 싱글 〈Abracadabra〉는 2025년 2월 3일에 공개되어 《빌보드》 글로벌 200 차트 5위, 미국 《빌보드》 핫 100 차트 13위를 기록했다. 앨범에는 브루노 마스와의 듀엣곡으로, 그래미상을 수상하고 전 세계 차트 1위를 석권한 〈Die with a Smile〉도 수록되어 있다. 《Mayhem》은 오스트레일리아, 오스트리아, 벨기에, 캐나다, 크로아티아, 체코, 핀란드, 독일, 헝가리, 아일랜드, 이탈리아, 뉴질랜드, 노르웨이, 폴란드, 포르투갈, 스코틀랜드, 슬로바키아, 스페인, 스위스, 영국, 미국 등 여러 국가에서 앨범 차트 1위를 기록했다. 특히 미국에서는 2025년 한 해 동안 여성 아티스트 앨범 중 가장 높은 첫 주 판매량을 기록했다.
《Mayhem》은 비평가들로부터 큰 찬사를 받았으며, 가가의 팝 음악 뿌리로의 강력한 회귀, 특히 《The Fame》(2008)을 떠올리게 한다는 평을 받았다. 평론가들은 앨범의 프로덕션, 스타일의 다양성, 응집력 등을 높이 평가했으며, 데이비드 보위, 마돈나, 마이클 잭슨, 프린스, 라디오헤드, 나인 인치 네일스, 수지 앤 더 밴시스 등의 스타일적 영향이 느껴진다고 언급했다. 이 앨범은 가가의 디스코그래피 중 메타크리틱에서 가장 높은 평점을 받은 작품이기도 하다. 가가는 2025년 《Mayhem》을 홍보하기 위해 다양한 프로모션 콘서트를 진행하며, 코첼라에서의 헤드라이닝 공연을 포함해 여덟 번째 콘서트 투어 The Mayhem Ball을 개최할 예정이다.

## 배경
2022년, 가가는 크로마티카 볼(Chromatica Ball) 투어에 착수함과 동시에 새로운 작업을 시작하였다. 앨범 발표 몇 달 전부터 가가는 녹음실에서 작업 중인 모습을 담은 사진을 SNS에 공유해 왔다. 2024년 3월, 가가는 한 인터뷰에서 해당 프로젝트에 대해 처음으로 공개적으로 언급하며, “기억나는 한 최고의 곡들을 쓰고 있다”고 밝혔다.
같은 해 5월에는 콘서트 필름 《Gaga Chromatica Ball》을 공개하였으며, 말미에는 신곡의 일부가 삽입되었다. 가가는 다가오는 팝 앨범이 “행복한 마음에서 비롯된 작품”이라고 말했고, 약혼자 마이클 폴란스키가 팝 앨범을 만들고 “그 즐거움에 몸을 맡기라”고 조언한 것으로 전해졌다. 2024년 중반부터 가가는 새 프로젝트에 대한 추가 티저를 공개하기 시작했다. 7월에는 2024년 하계 올림픽 개막식 공연 직후 미공개 곡 두 곡의 일부를 팬들에게 깜짝 공개하기도 했다. 같은 해 12월, 《로스앤젤레스 타임스》와의 인터뷰에서는 브루노 마스와의 듀엣곡 〈Die with a Smile〉이 앨범에 수록된다고 발표하였다.

## 개발
가가에 따르면, 이번 앨범의 영감은 깊은 자기 성찰과 개인적인 시련의 시기에서 비롯되었다고 한다. 《Mayhem》의 총괄 프로듀서로는 가가, 앤드류 와트, 그리고 폴란스키가 이름을 올렸다. 가가는 이 앨범을 “장르를 넘나드는 파격적인 여정”이라고 표현하며, 자신의 다양한 음악적 영향과 삶의 경험을 반영한 작품이라고 설명했다. 2024년 12월 10일 《롤링 스톤》과의 인터뷰에서, 가가는 이 프로젝트를 여러 장르, 스타일, 감정을 결합한 에클렉틱한 작품이라 묘사하며, 그 모든 것이 음악에 대한 그녀의 깊은 사랑을 바탕으로 하고 있다고 말했다. 그녀는 다음과 같이 덧붙였다:

이 앨범은 음악에 대한 나의 사랑이 담긴 작품이에요. 다양한 장르, 스타일, 그리고 꿈들이 뒤섞여 있죠. 장르를 넘나드는 방식은 거의 타락해 보일 정도로 과감하지만, 결국엔 사랑으로 귀결돼요. 그게 제 삶의 모든 혼란에 대한 답이에요. 사랑 안에서 평화를 찾죠.
내가 쓴 모든 곡은 과거에 얽힌 여러 꿈에 자신을 맡기며 나왔어요. 마치 지금까지 내가 저질렀던 모든 잘못된 선택들을 회상하는 것 같았죠. 어떤 순간들은 소리의 극단을 밀어붙이기도 하고, 어떤 순간들은 모든 게 사랑을 중심으로 돌아가요. 그게 저에겐 진정한 혼돈이에요.
때로는 빛을 보기 어려울 때가 있지만, 오히려 가끔 햇살을 엿보는 순간이 내면의 혼란을 더 고통스럽게 만들어요. 그래서 이 앨범에는 모든 것이 조금씩 담겨 있어요. 완전한 경험이죠.

자신의 영감에 관해, 가가는 “이 앨범은 내 초기 팬들이 사랑했던 팝 음악으로 돌아가는 것에 대한 두려움과 마주하면서 시작됐어요”라고 밝히며, 창작 과정을 “산산이 부서진 거울을 다시 조립하는 것 같았죠. 완벽하게 조각들을 맞출 수는 없어도, 전혀 새로운 방식으로 아름답고 온전한 무언가를 만들 수 있어요”라고 비유했다.
가가는 산업 댄스 음악에서 영감을 받은 이 앨범을 “혼란스럽고” “장르를 넘나드는” 작품이라 언급했다. 본 앨범의 미공개곡 중 한 곡은 《보그》의 조너선 밴 미터가 “강렬하고 불길한 분위기의, 구식 가가 스타일의 뱅어 곡으로, 불안하면서도 경쾌하다”고 평하기도 했다. 프랑스 DJ 겸 음반 프로듀서 게사펠슈타인 또한 앨범 작업에 참여했다. 앨범은 캘리포니아 말리부에 위치한 릭 루빈의 스튜디오 샹그릴라에서 녹음되었으며, 가가는 이곳에서 이전에 《Joanne》(2016)과 영화 《스타 이즈 본》(2018)의 사운드트랙도 작업한 바 있다. 추가 녹음은 웨스트 로스앤젤레스의 더 빌리지 스튜디오, 할리우드의 헨슨 레코딩 스튜디오, 그리고 샴푸 프레스 & 컬 스튜디오에서 이루어졌다. 모든 곡은 버지니아 비치의 믹스스타 스튜디오에서 믹싱되었고, 뉴저지 엣지워터의 스털링 사운드에서 마스터링되었다.
2024년 5월, 스페셜 콘서트 필름 《Gaga Chromatica Ball》의 시사회 후 진행된 Q&A 세션에서 가가는 앨범 작업에 깊이 몰두하고 있다고 밝혔다. 그녀는 이번 앨범이 “이전 작업과는 완전히 다르다”고 설명하며, 장르를 허무는 시도와 새로운 창작적 영향들을 탐구했다고 강조했다. 가가는 각 곡이 자신의 내면 혼돈을 반영한 것이라 말하며, 그것이 축제적인 분위기 속에서든 집에서의 사적인 순간이든, 청중과 연결되기를 바라는 마음을 담아 표현되었다고 전했다.

## 평가
| 전문가 평가                | 전문가 평가 |
| 총 점수                    | 총 점수     |
| 출처                       | 점수        |
| -------------------------- | ----------- |
| AnyDecentMusic?            | 7.5/10      |
| 메타크리틱                 | 84/100      |
| 평가 점수                  |             |
| 출처                       | 점수        |
| 올뮤직                     | [ 32 ]      |
| 《이브닝 스탠더드》        | [ 33 ]      |
| 《가디언》                 | [ 34 ]      |
| 《인디펜던트》             | [ 35 ]      |
| 《더 라인 오브 베스트 핏》 | 7/10        |
| 《뮤직OMH》                | [ 37 ]      |
| 《NME》                    | [ 38 ]      |
| 《피치포크》               | 8.0/10      |
| 《롤링 스톤》              | [ 39 ]      |
| 《슬랜트 매거진》          | [ 5 ]       |

《Mayhem》은 발매 직후 평론가들의 극찬을 받으며, 여러 매체에서 레이디 가가의 본래 스타일로의 회귀로 평가되었다. 리뷰 집계 사이트 메타크리틱에 따르면, 이 앨범은 24개의 평론을 기반으로 가중 평균 점수 100점 만점에 84점을 기록하며 "전반적인 극찬(universal acclaim)"을 받았고, 이는 가가의 커리어에서 가장 높은 평가다. 또 다른 리뷰 집계 사이트 AnyDecentMusic?는 25개의 리뷰를 종합해 10점 만점에 평균 7.5점을 부여했다.
《롤링 스톤》의 브리트니 스파노스는 앨범에 별 네 개를 부여하며 "올해 가장 강력한 팝 앨범"이라 평했고, 《가디언》의 알렉시스 페트리디스는 전자음악, 하우스, 디스코의 조화를 강조했다. 《더 타임즈》의 에드 포튼은 이를 “가가를 처음으로 스타덤에 올린 팝으로의 승리의 귀환”이라 묘사했으며, 《데일리 텔레그래프》의 닐 매코믹은 데이비드 보위, 마돈나, 블론디, 수지 앤 더 밴시스 등의 영향을 언급하며 곡 구성과 후렴을 높이 평가했다. 《버라이어티》의 스티븐 J. 호로위츠는 데뷔 앨범 《The Fame》(2008)을 연상케 한다며 "확실히 가가다운 앨범"이라 평가했다. 《피치포크》의 리치 주즈위악은 10점 만점에 8점을 주며 “긍정적 기운이 폭발하는 대작이자, 팬들이 왜 가가를 사랑하게 되었는지를 상기시켜주는 작품”이라 평했다. 같은 매체의 안나 가카는 발매 직후 《Mayhem》을 올해 최고의 앨범 중 하나로 선정하며, 이를 “아날로그 신스와 팝 아트, B급 공포영화를 연상시키는 과잉의 미학이 담긴 극대주의적 앨범”이라 묘사했고, 앤디 워홀에 매료되었던 십대 시절이 있는 이들에게 특히 이상적이라고 덧붙였다.
《로스앤젤레스 타임스》의 미카엘 우드는 앨범의 프로덕션을 극찬하며 “최근 가가의 작업물보다 멜로디가 강하고, 더 응집력 있으며, 무엇보다 훨씬 더 재미있다”고 말했다. 《뉴욕 타임즈》의 린지 졸래즈는 앨범을 “완전히 다듬어진” 작품이라며 가가의 에너지 넘치고 극대주의적인 접근을 강조했다. 《인디펜던트》의 아담 화이트는 별 다섯 개를 부여하며, 《Mayhem》이 수년간 다양한 장르를 탐험한 이후 다시 팝으로 돌아온 작품이라고 평가했다. 《NME》의 닉 레빈은 “단순히 너무 즐거운 앨범이기 때문에 훌륭한 가가의 앨범”이라고 평했다. 《롤링 스톤 UK》의 리처드 번은 《Mayhem》이 《The Fame》과 《Born This Way》를 성공시킨 DNA를 지녔다고 언급했으며, 《이브닝 스탠더드》의 인디아 블록은 별 다섯 개를 부여하며 “밤새 춤추기 좋은 음악”이라고 평했다. 전반부는 댄스플로어를 위한 강렬한 곡들이, 후반부는 순수한 80년대식 신스 음악으로 구성되어 있다고 덧붙였다. 《하퍼스 바자》의 비앙카 베탄코트는 이 앨범을 "가가 본연의 사운드를 되찾은 완전한 순환의 결과물"이라 표현하며, 보위, 프린스, 마이클 잭슨의 영향이 녹아 있으며 가가의 음악적 진화를 완벽히 담고 있다고 평했다.
《뮤직OMH》의 도너번 리브세이는 5점 만점에 4.5점을 부여하며 “짜릿하고, 수년 만에 가장 뛰어난 앨범”이라 평했으며, 《콰이터스》의 CJ 소프-트레이시는 이 앨범이 가가의 주제적 뿌리로 회귀한 작품이라 말했다. 《올뮤직》의 닐 Z. 영은 인더스트리얼 요소와 펑크 및 디스코의 융합, 그리고 가가의 예술적 자유를 칭찬했다. 《컨시퀀스》의 메리 시로키는 이를 “오마주와 독창성 사이의 균형을 이룬 작품”이라 설명하며, 영향을 자기 정체성을 통해 재해석하는 가가의 능력을 언급했다. 《아츠 데스크》의 조 머그스는 “엄청나게 재미있는 앨범”이라고 말했고, 《스테레오검》의 애비 존스는 가가가 “거대하게 느껴지는 동시에 매우 인간적으로 다가온다”고 평가했다. 《디 A.V. 클럽》의 엔 레넌은 이 앨범이 "수년 만에 가장 강력한 작품"이며, 응집력 있고 명확한 사운드를 가지고 있다고 말했다. 《DIY》의 벤 티플은 5점 만점에 4점을 부여하며 “완벽하게 과장되었고, 놀라울 만큼 재미있다”고 평했다.
다만 일부 매체에서는 엇갈린 평가도 존재했다. 《더 라인 오브 베스트 핏》의 데이비드 코볼드는 뛰어난 프로덕션에도 불구하고, 캠페인에서 예고했던 ‘혼돈’이 부족했다며 “영감을 준 앨범이지, 영감을 주는 앨범은 아니다”라고 평했다. 《클래시》의 로빈 머레이는 《Mayhem》을 “다크 팝으로의 흥미로운 귀환”이라 표현했으나, 부드러운 트랙으로의 전환이 어색하다고 지적했다. 《슬랜트 매거진》의 알렉사 캠프는 3점(5점 만점)을 주며, 극적인 요소는 인정했지만 “다소 지루하며, 팬들을 실망시킬 수 있는 미끼상품 같은 앨범”이라 비판했다. 《파이낸셜 타임스》의 루도빅 헌터틸니는 이 앨범이 “길을 잃었으며, 일상적이고 모험을 피한 작품으로, 전혀 혼란스럽지 않다”고 평했다. 《벌처》의 크레이그 젠킨스는 가가가 자신의 음악적 직관을 의심한 듯 보이며, 앨범이 지닌 "가능성"을 안타까워했다. 그는 이 앨범을 테일러 스위프트, 케이티 페리, 저스틴 팀버레이크 등 과거 사운드를 다시 탐색하는 팝 스타들의 사례와 비교했다. 한편 《비즈니스 인사이더》의 캘리 알그림은 앨범을 “활기차고 멜로딕하다”고 평가하면서도, ‘원래의 모습으로 돌아왔다’는 서사는 오히려 오해와 한계를 불러올 수 있다고 비판했다. 그녀는 이 앨범의 아방가르드적 마케팅이 과거의 도발적인 팝으로 돌아감을 암시했지만, 실제로는 팬들과 평단이 예상했던 것과는 다르다고 결론지었다.

## 곡 목록
모든 트랙은 레이디 가가, 앤드류 와트, 서쿳이 프로듀싱하였으며, 별도로 명시된 경우는 예외이다.
| #            | 제목                                    | 작사·작곡                                                                 | 프로듀서                    | 재생 시간 |
| ------------ | --------------------------------------- | ------------------------------------------------------------------------- | --------------------------- | --------- |
| 1.           | 〈Disease〉                             | 레이디 가가 앤드류 와트 헨리 월터 마이클 폴란스키                         |                             | 3:49      |
| 2.           | 〈Abracadabra〉                         | 가가 와트 월터 수전 밸리언 피터 에드워드 클라크 존 맥기오크 스티븐 세버린 |                             | 3:43      |
| 3.           | 〈Garden of Eden〉                      | 가가 와트 마이크 레비 월터                                                | 가가 게사펠슈타인 와트 서쿳 | 3:59      |
| 4.           | 〈Perfect Celebrity〉                   | 가가 와트 레비 월터                                                       |                             | 3:49      |
| 5.           | 〈Vanish into You〉                     | 가가 와트 월터 폴란스키                                                   |                             | 4:04      |
| 6.           | 〈Killah〉 (피처링 게사펠슈타인)        | 가가 와트 레비 월터                                                       | 가가 게사펠슈타인 와트 서쿳 | 3:30      |
| 7.           | 〈Zombieboy〉                           | 가가 와트 월터 제임스 폰틀로이                                            |                             | 3:33      |
| 8.           | 〈LoveDrug〉                            | 가가 와트 월터 폴란스키                                                   |                             | 3:13      |
| 9.           | 〈How Bad Do U Want Me〉                | 가가 와트 월터 폴란스키                                                   |                             | 3:58      |
| 10.          | 〈Don't Call Tonight〉                  | 가가 와트 월터 폴란스키                                                   |                             | 3:45      |
| 11.          | 〈Shadow of a Man〉                     | 가가 와트 월터                                                            |                             | 3:19      |
| 12.          | 〈The Beast〉                           | 가가 와트 월터 폴란스키                                                   |                             | 3:54      |
| 13.          | 〈Blade of Grass〉                      | 가가 와트 레비 폴란스키                                                   | 가가 와트 게사펠슈타인      | 4:17      |
| 14.          | 〈Die with a Smile〉 (with 브루노 마스) | 마스 가가 던스트 에밀 2세 폰틀로이 와트                                   | 마스 디마일 가가 와트       | 4:11      |
| 총 재생 시간 | 총 재생 시간                            | 총 재생 시간                                                              | 총 재생 시간                | 53:04     |

| #            | 제목                    | 작사·작곡      | 재생 시간 |
| ------------ | ----------------------- | -------------- | --------- |
| 5.           | 〈Can't Stop the High〉 | 가가 와트 월터 | 3:31      |
| 총 재생 시간 | 총 재생 시간            | 총 재생 시간   | 56:35     |

| #            | 제목              | 작사·작곡      | 재생 시간 |
| ------------ | ----------------- | -------------- | --------- |
| 11.          | 〈Kill for Love〉 | 가가 와트 월터 | 4:09      |
| 총 재생 시간 | 총 재생 시간      | 총 재생 시간   | 57:13     |

| #            | 제목                                                 | 디렉터                           | 재생 시간 |
| ------------ | ---------------------------------------------------- | -------------------------------- | --------- |
| 15.          | 〈Disease〉 (뮤직 비디오)                            | 타누 무이노                      | 4:21      |
| 16.          | 〈Die with a Smile〉 (뮤직 비디오; with 브루노 마스) | 마스 다니엘 라모스               | 4:12      |
| 17.          | 〈Abracadabra〉 (뮤직 비디오)                        | 가가 패리스 고벨 베서니 바르가스 | 4:29      |
| 총 재생 시간 | 총 재생 시간                                         | 총 재생 시간                     | 60:06     |

참조
- 〈Abracadabra〉에는 1981년 곡 〈Spellbound〉의 인터폴레이션이 포함되어 있으며, 이는 수전 밸리언, 피터 에드워드 클라크, 존 맥기오크, 스티븐 세버린이 작곡하고, 수지 앤 더 밴시스가 원곡을 연주한 것이다.

## 참여 인원
타이달을 바탕으로 한 크레딧.

### 음악
- 레이디 가가 – 리드 보컬 (모든 트랙), 신스 패드 (트랙 1), 키보드 (2–12), 피아노 (5, 13, 14), 로즈 키보드 (7), 신시사이저 (11)
- 앤드류 와트 – 일렉트릭 기타 (모든 트랙), 드럼 (트랙 1–5, 7–13), 베이스 (1, 2, 4, 5, 7, 10, 11), 퍼커션 (1, 4, 5, 7, 8, 10, 11, 13), 신시사이저, 베이스 프로그래밍 (1), 키보드 (2–13), 드럼 프로그래밍 (2), 어쿠스틱 기타 (4, 8, 13), 드럼 머신 (12)
- 서쿳 – 키보드, 신시사이저 (트랙 1–13), 드럼, 프로그래밍 (1), 드럼 프로그래밍 (3–13), 베이스 프로그래밍 (3, 5–12)
- 게사펠슈타인 – 드럼 프로그래밍, 키보드, 신시사이저 (트랙 6, 7)
- 채드 스미스 – 드럼 (트랙 6)
- 브루노 마스 – 리드 보컬, 일렉트릭 기타 (트랙 14)
- 디마일 – 베이스, 드럼 (트랙 14)

### 기술
- 랜디 메릴 – 마스터링
- 서번 게니어 – 믹싱
- 폴 라말파 – 엔지니어링
- 찰스 모니즈 – 엔지니어링 (트랙 14)
- 브라이스 보르돈 – 추가 믹싱
- 마르코 손지니 – 추가 엔지니어링
- 타일러 해리스 – 추가 엔지니어링
- 토미 터너 – 추가 엔지니어링 (트랙 1, 9, 10)
- 닉 호지스 – 추가 엔지니어링 (트랙 5)
- 알렉스 레소알리 – 추가 엔지니어링 (트랙 14)